# Springdale (Terranova y Labrador)
Springdale es un pueblo canadiense situado en la provincia de Terranova y Labrador.

## Superficie
Springdale tiene una superficie de 17,46 km².

## Demografía
En 2021, tenía 2965 habitantes, una densidad poblacional de 169,8 hab./km², y 1424 viviendas.